# 盛岡市立巻堀中学校
盛岡市立巻堀中学校（もりおかしりつまきぼりちゅうがっこう）は、岩手県盛岡市好摩にある公立中学校。

## 沿革

### 経緯
盛岡市立巻堀中学校は、1947年に巻堀村立巻堀中学校として創立。1955年6月1日に、巻堀村が玉山村に編入され、玉山村立巻堀中学校と改称される。2006年には盛岡市に編入され、盛岡市立巻堀中学校となる 。

### 年表
出典：
- 1947年 - 巻堀村立巻堀中学校創立
- 1953年 - 校歌制定
- 1955年 - 玉山村立巻堀中学校と改称
- 1977年 - 新校舎に移転、校旗制定、創立30周年記念式典挙行
- 1990年 - 姫神中学校と統合
- 1996年 - 創立50周年記念式典挙行

## 学校行事
出典：
- 04月 - 新任式、始業式、入学式、3年修学旅行、2年宿泊研修、市内一周継走、生徒総会
- 05月 - 体育祭、芸術鑑賞
- 06月 - 初夏の連合音楽会、1年学習遠足
- 07月 - 終業式
- 08月 - 始業式
- 09月 - 市中陸上、市中駅伝
- 10月 - 巻中祭1、生徒会役員選挙、巻中祭2
- 11月 - 秋の連合音楽会、生徒総会
- 12月 - 終業式
- 01月 - 始業式
- 02月 - 新入生保護者説明会、新入生体験入学
- 03月 - 公立高校入試、修了式、卒業式、離任式

## 交通
- IGRいわて銀河鉄道好摩駅より徒歩550m

## 関係者

### 校歌
- 作詞・作曲 - 竹田伊三郎

### 出身者
- 千葉耕太 - プロ野球選手[要出典]